# Mouroux
Mouroux (prononcé [mu.ˈʁu])  est une commune française située dans le département de Seine-et-Marne, en région Île-de-France.

## Géographie

### Localisation
Mouroux est un bourg périurbain de  la vallée du Grand Morin en Brie, jouxtant par l'ouest Coulommiers situé à vol d'oiseau à 51 km à l'est de Paris, 19 km au sud-est de Meaux, 15 km au sud-ouest de La Ferté-sous-Jouarre, 35 km au nord-ouest de Provins et 42 km au nord-est de Melun.
Le sentier de grande randonnée GR 14 y passe.
Elle se trouve dans l'aire d'attraction de Paris, ainsi que dans l'unité urbaine de Coulommiers, dans la zone d'emploi et dans le bassin de vie de cette ville.

### Communes limitrophes
Les communes limitrophes sont  Aulnoy, Beautheil-Saints, Coulommiers, Giremoutiers, Pommeuse et Saint-Augustin.
|                | Giremoutiers     | Aulnoy      |
| Pommeuse       | Mouroux          | Coulommiers |
| Saint-Augustin | Beautheil-Saints |             |

### Géologie et relief
La superficie de la commune est de 16,77 km2 ; son altitude varie de 63  à   156 mètres.

### Hydrographie

#### Réseau hydrographique

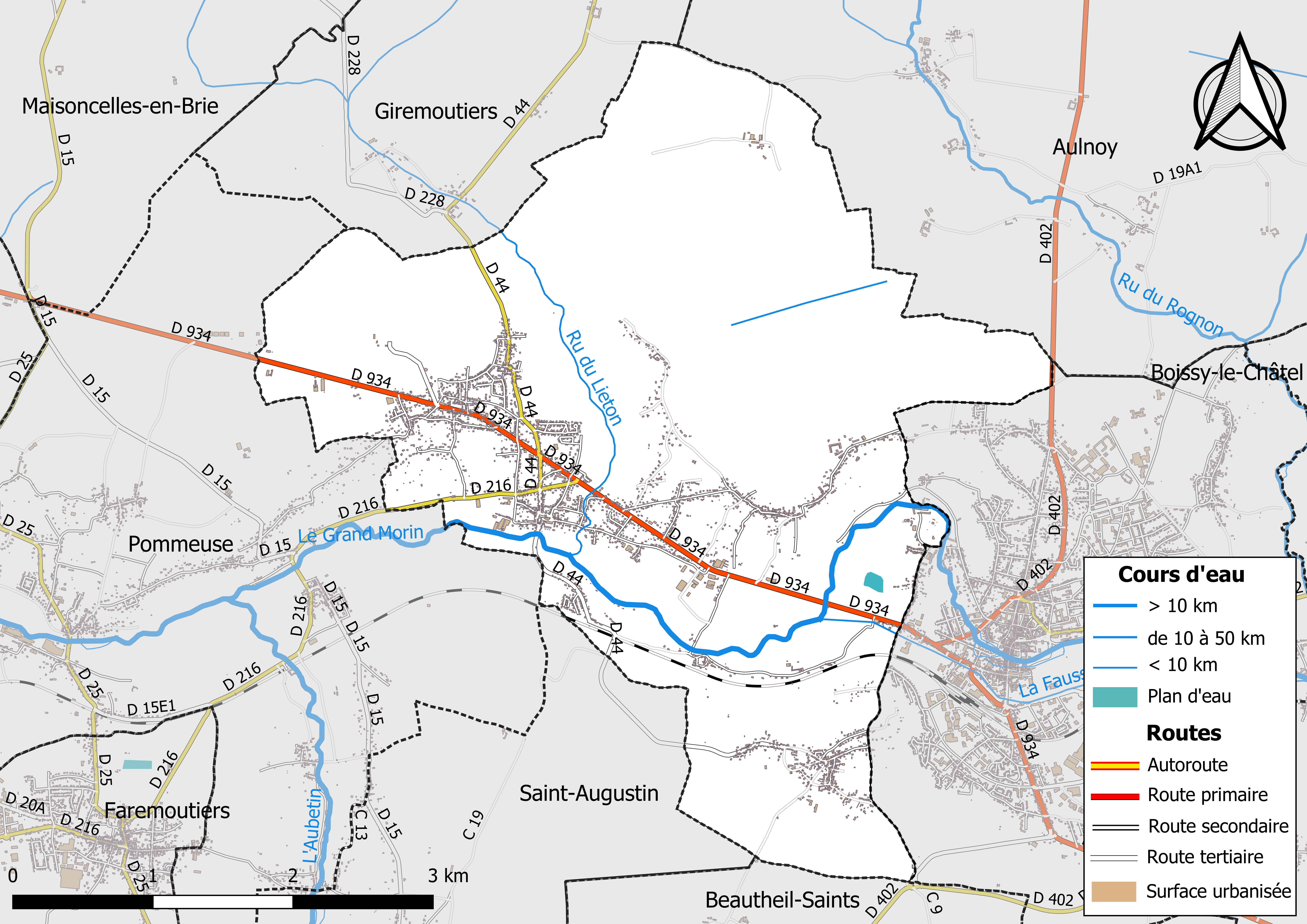
Carte des réseaux hydrographique et routier de Mouroux.

Le réseau hydrographique de la commune se compose de quatre cours d'eau référencés :
- la rivière le Grand Morin, longue de 118,2 km[2], affluent en rive gauche de la Marne ;
  - la Fausse Rivière, canal de 4 km[3], et ;
  - le ru du Liéton, 9,2 km[4], affluents du  Grand Morin ;
- le canal 01 de la Commune de Mouroux, 1,1 km[5].

La longueur totale des cours d'eau sur la commune est de 9,69 km.

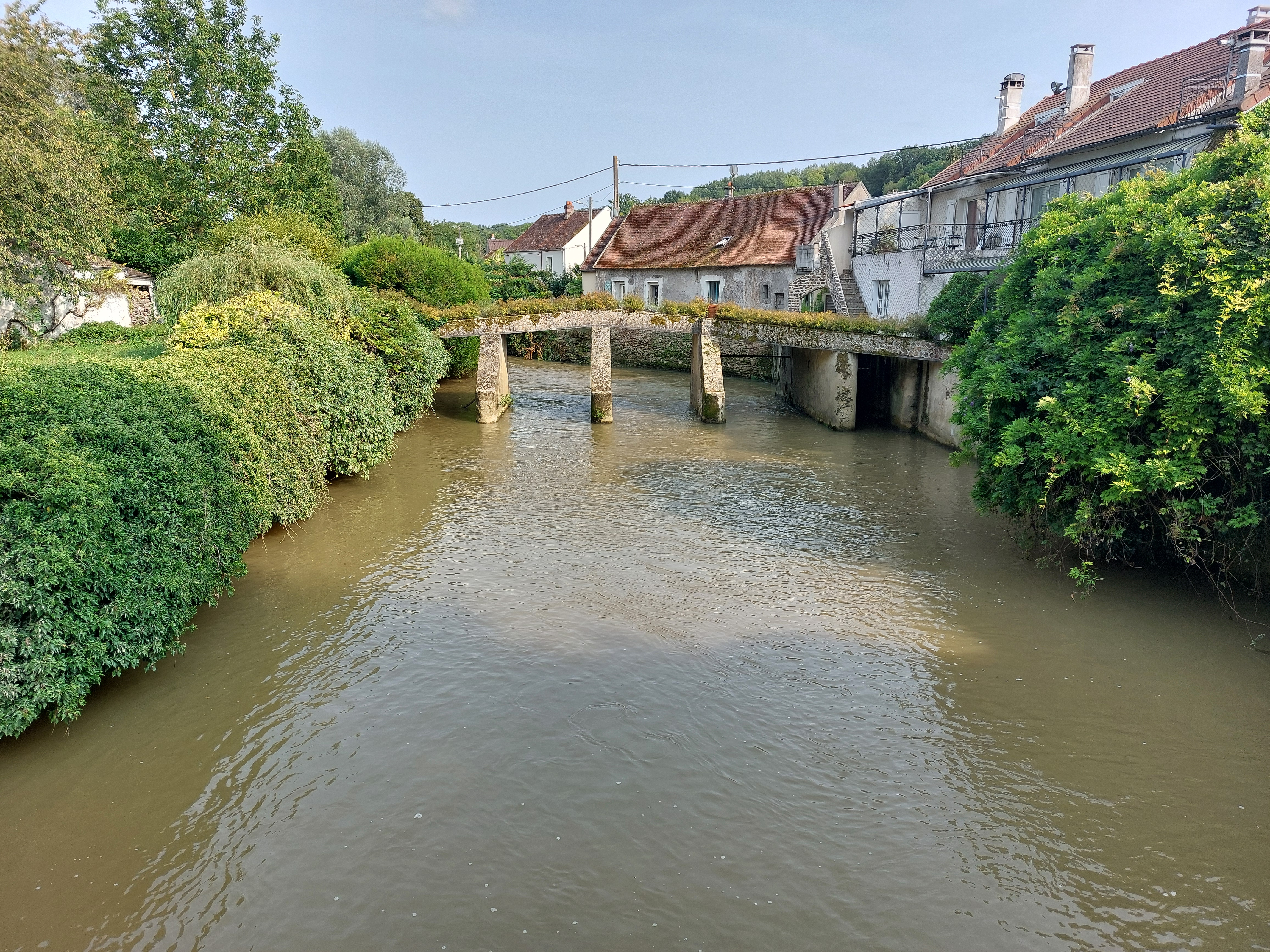
Le Grand Morin et sa passerelle.
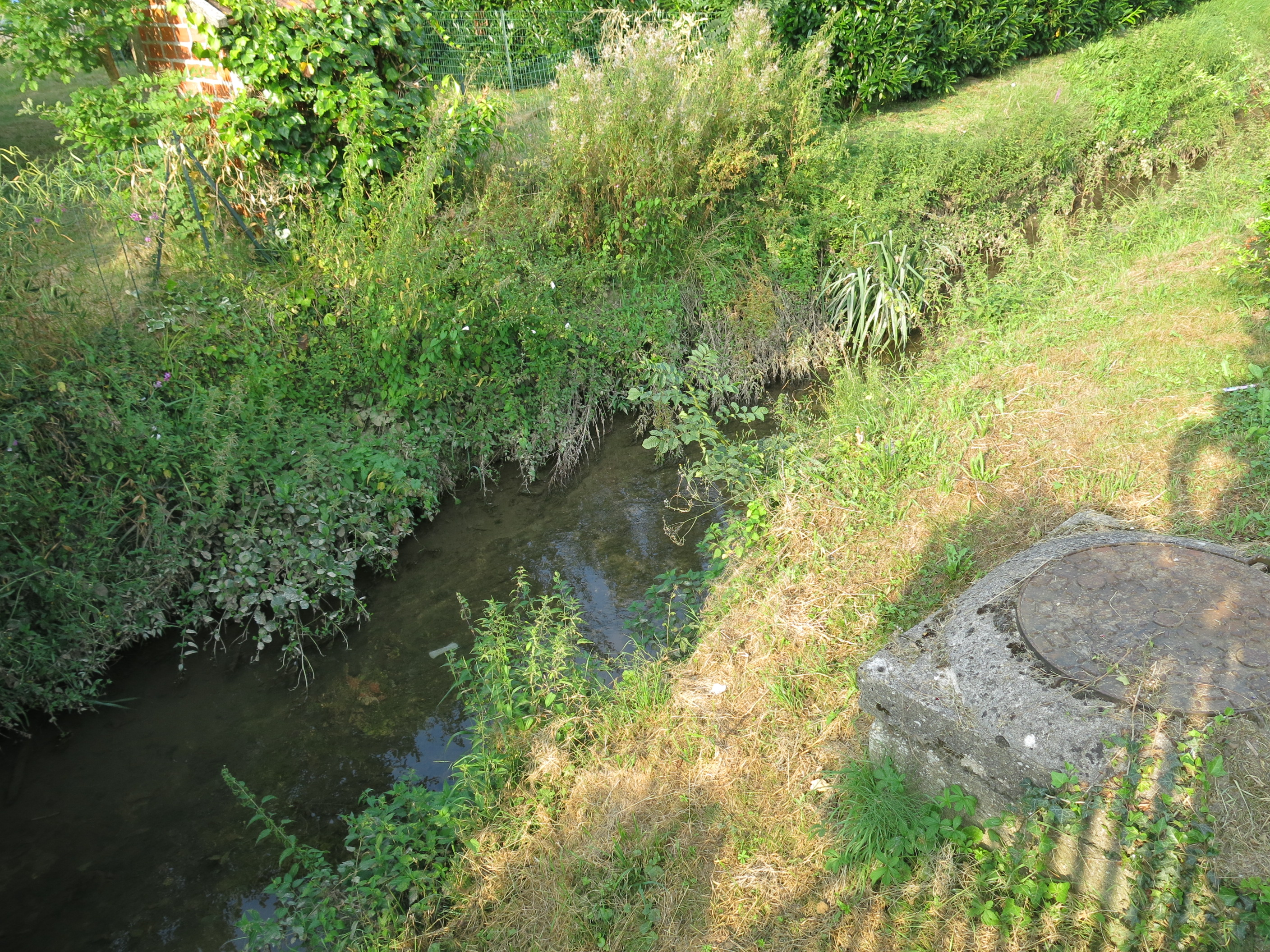
Le Liéton.

#### Gestion des cours d'eau
Afin d’atteindre le bon état des eaux imposé par la Directive-cadre sur l'eau du 23 octobre 2000, plusieurs outils de gestion intégrée s’articulent à différentes échelles : le SDAGE, à l’échelle du bassin hydrographique, et le SAGE, à l’échelle locale. Ce dernier fixe les objectifs généraux d’utilisation, de mise en valeur et de protection quantitative et qualitative des ressources en eau superficielle et souterraine. Le département de Seine-et-Marne est couvert par six SAGE, au sein du bassin Seine-Normandie.
La commune fait partie du SAGE « Petit et Grand Morin », approuvé le 21 octobre 2016. Le territoire de ce SAGE comprend les bassins du Petit Morin (630 km2) et du Grand Morin (1 185 km2). Le pilotage et l’animation du SAGE sont assurés par le syndicat mixte d'aménagement et de gestion des Eaux (SMAGE) des 2 Morin, qualifié de « structure porteuse ».

### Climat
Pour des articles plus généraux, voir Climat de l'Île-de-France et Climat de Seine-et-Marne.
En 2010, le climat de la commune est de type climat océanique dégradé des plaines du Centre et du Nord, selon une étude du CNRS s'appuyant sur une série de données couvrant la période 1971-2000. En 2020, Météo-France publie une typologie des climats de la France métropolitaine dans laquelle la commune est exposée à un climat océanique altéré et est dans la région climatique Nord-est du bassin Parisien, caractérisée par un ensoleillement médiocre, une pluviométrie moyenne régulièrement répartie au cours de l’année et un hiver froid (3 °C).
Pour la période 1971-2000, la température annuelle moyenne est de 10,6 °C, avec une amplitude thermique annuelle de 15,7 °C. Le cumul annuel moyen de précipitations est de 740 mm, avec 11,5 jours de précipitations en janvier et 7,9 jours en juillet. Pour la période 1991-2020, la température moyenne annuelle observée sur la station météorologique installée sur la commune est de 11,3 °C et le cumul annuel moyen de précipitations est de 721,3 mm,. Pour l'avenir, les paramètres climatiques de la commune estimés pour 2050 selon différents scénarios d'émission de gaz à effet de serre sont consultables sur un site dédié publié par Météo-France en novembre 2022.
| Mois                                  | jan.            | fév.           | mars           | avril         | mai           | juin         | jui.          | août          | sep.          | oct.            | nov.            | déc.             | année      |
| ------------------------------------- | --------------- | -------------- | -------------- | ------------- | ------------- | ------------ | ------------- | ------------- | ------------- | --------------- | --------------- | ---------------- | ---------- |
| Température minimale moyenne (°C)     | 1,3             | 1,6            | 3,5            | 5,7           | 9,2           | 12,1         | 13,6          | 13,5          | 10,6          | 8,1             | 4,5             | 2,1              | 7,1        |
| Température moyenne (°C)              | 3,7             | 4,6            | 7,5            | 10,6          | 14,2          | 17,3         | 19,3          | 19,2          | 15,9          | 12              | 7,2             | 4,4              | 11,3       |
| Température maximale moyenne (°C)     | 6               | 7,7            | 11,5           | 15,6          | 19,1          | 22,4         | 25            | 25            | 21,1          | 15,8            | 9,9             | 6,7              | 15,5       |
| Record de froid (°C) date du record   | −14,4 07.01.09  | −11,8 04.02.12 | −10,1 13.03.13 | −3,9 08.04.03 | 0,4 24.05.13  | 3,3 04.06.01 | 6,1 04.07.08  | 4,7 26.08.18  | 2,3 25.09.02  | −3,7 29.10.1997 | −9,4 24.11.1998 | −11,4 31.12.1996 | −14,4 2009 |
| Record de chaleur (°C) date du record | 15,5 05.01.1999 | 18,8 24.02.21  | 24,8 31.03.21  | 28,5 20.04.18 | 31,2 28.05.17 | 36 27.06.11  | 41,1 25.07.19 | 38,9 12.08.03 | 34,8 09.09.23 | 27,8 01.10.11   | 22,1 07.11.15   | 16,4 07.12.00    | 41,1 2019  |
| Précipitations (mm)                   | 57,9            | 55,9           | 52,6           | 44,6          | 62,4          | 61,2         | 61,9          | 63,3          | 50,6          | 65,8            | 65,3            | 79,8             | 721,3      |

### Milieux naturels et biodiversité
Aucun espace naturel présentant un intérêt patrimonial n'est recensé en 2021 sur la commune dans l'inventaire national du patrimoine naturel,,.

## Urbanisme

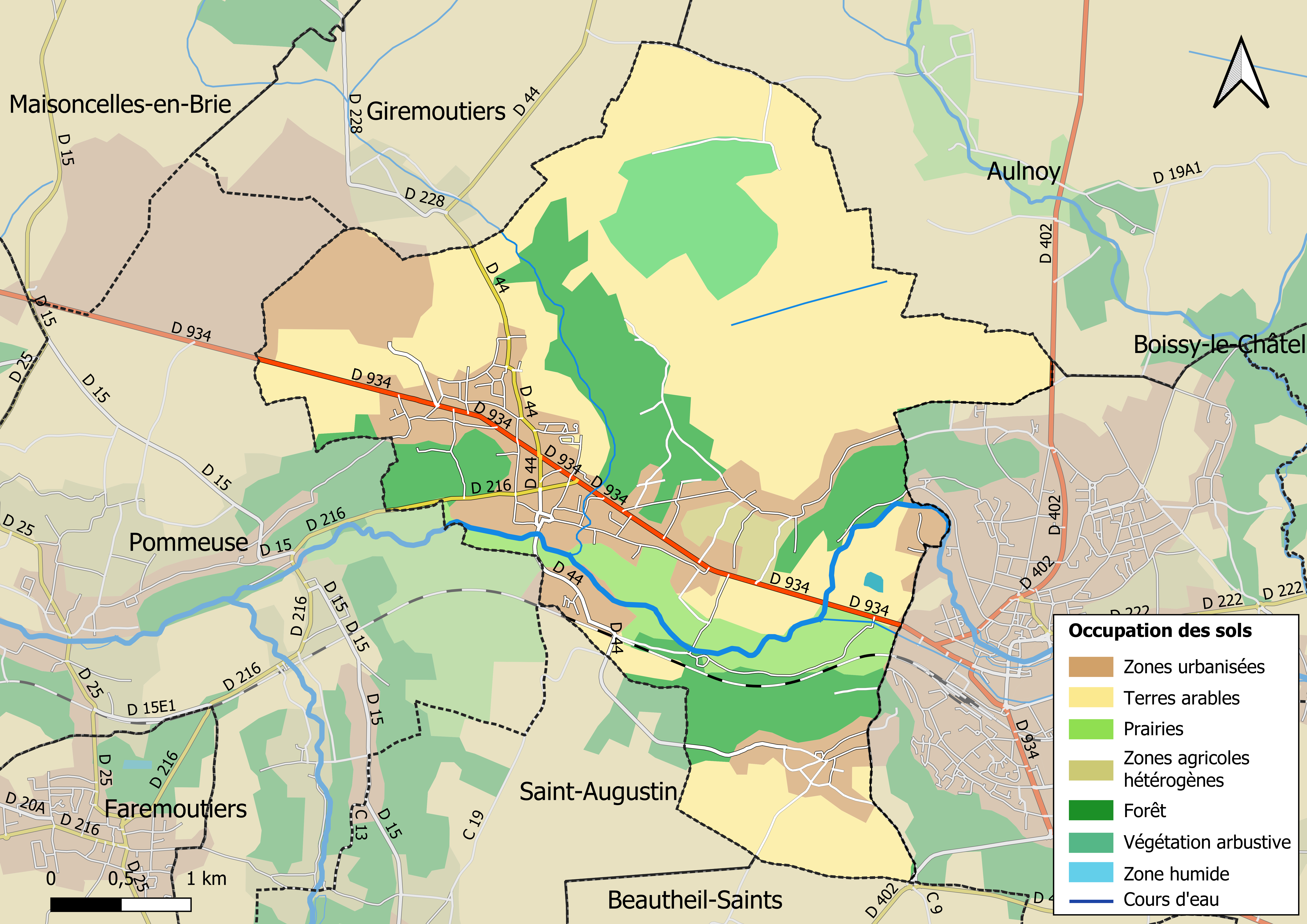
Carte des infrastructures et de l'occupation des sols en 2018 (CLC) de la commune.

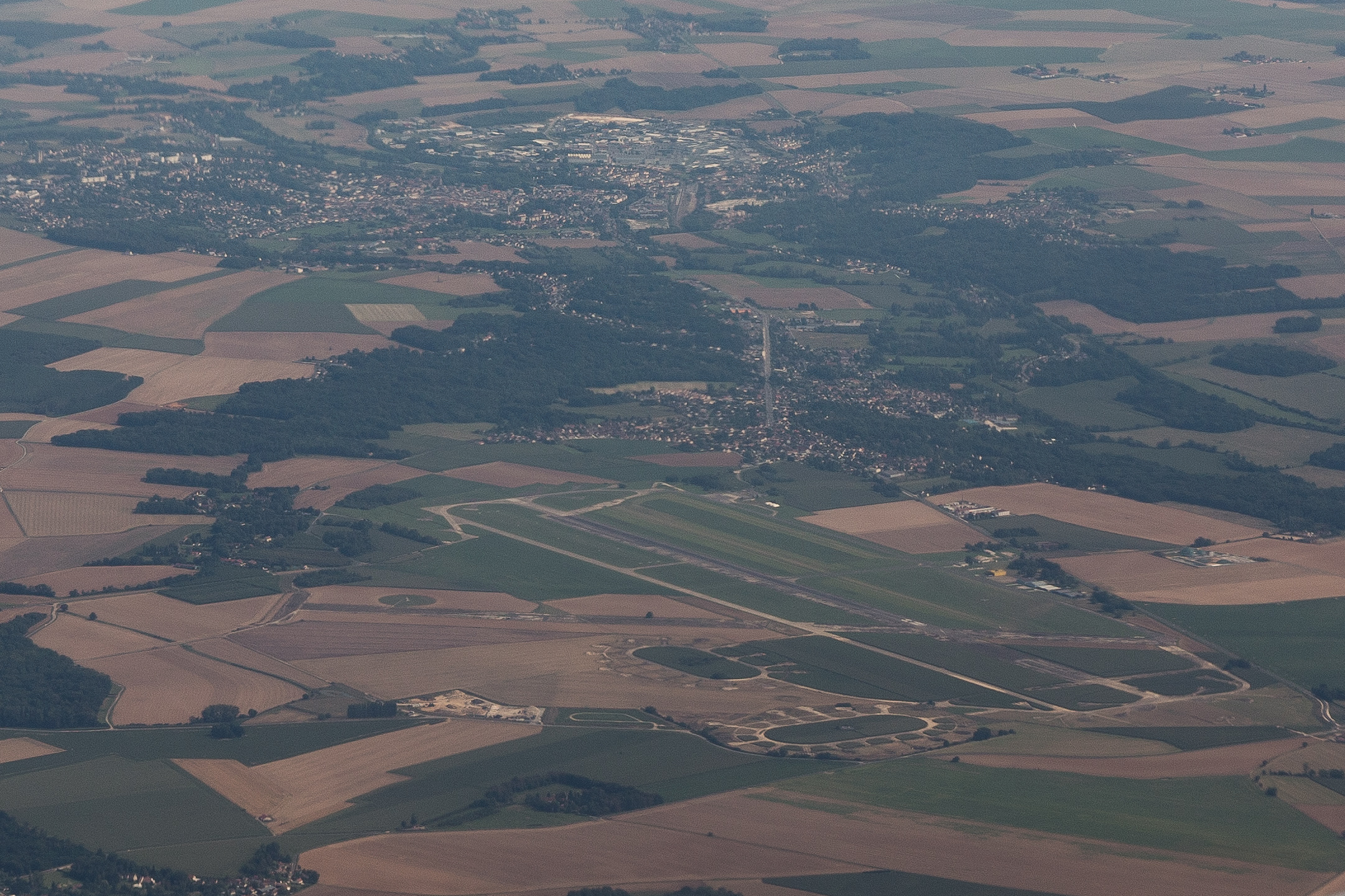
Vue aérienne de l'aéroport, au second plan le bourg de Mouroux et au fond Coulommiers.

### Typologie
Au 1er janvier 2024, Mouroux est catégorisée ceinture urbaine, selon la nouvelle grille communale de densité à sept niveaux définie par l'Insee en 2022.
Elle appartient à l'unité urbaine de Coulommiers, une agglomération intra-départementale regroupant six  communes, dont elle est une commune de la banlieue,,.
Par ailleurs la commune fait partie de l'aire d'attraction de Paris, dont elle est une commune de la couronne,. Cette aire regroupe 1 929 communes,.

### Occupation des sols
L'occupation des sols de la commune, telle qu'elle ressort de la base de données européenne d’occupation biophysique des sols Corine Land Cover (CLC), est marquée par l'importance des territoires agricoles (56,4 % en 2018), une proportion sensiblement équivalente à celle de 1990 (56,8 %).
La répartition détaillée en 2018 est la suivante : terres arables (48,8% ), forêts (22,2% ), zones urbanisées (17% ), prairies (6,1% ), zones industrielles ou commerciales et réseaux de communication (4,4% ), zones agricoles hétérogènes (1,5 %).
Parallèlement, L'Institut Paris Région, agence d'urbanisme de la région Île-de-France, a mis en place un inventaire numérique de l'occupation du sol de l'Île-de-France, dénommé le MOS (Mode d'occupation du sol), actualisé régulièrement depuis sa première édition en 1982. Réalisé à partir de photos aériennes, le Mos distingue les espaces naturels, agricoles et forestiers mais aussi les espaces urbains (habitat, infrastructures, équipements, activités économiques, etc.) selon une classification pouvant aller jusqu'à 81 postes, différente de celle de Corine Land Cover,,. L'Institut met également à disposition des outils permettant de visualiser par photo aérienne l'évolution de l'occupation des sols de la commune entre 1949 et 2018.

### Lieux-dits, hameaux et écarts
La commune compte 182 lieux-dits administratifs répertoriés consultables ici dont Voisins, Boussois, Bois la Ville, les Chicotets, la Belle Idée, Montblu, Mitheuil, Coubertin, les Courrois, les Parrichets, Mont-Martin, les Aisances, Bois Guyot.

### Habitat et logement
En 2021, le nombre total de logements dans la commune était de 2 476, alors qu'il était de 2 167 en 2016 et de 1 988 en 2011.
Parmi ces logements, 90,1 % étaient des résidences principales, 2 % des résidences secondaires et 7,9 % des logements vacants. Ces logements étaient pour 86 % d'entre eux des maisons individuelles et pour 12,3 % des appartements.
Le tableau ci-dessous présente la typologie des logements à Mouroux en 2021 en comparaison avec celle de Seine-et-Marne et de la France entière. Une caractéristique marquante du parc de logements est ainsi la faible proportion des résidences secondaires et logements occasionnels (2 %) par rapport au département (3,1 %) et à la France entière (9,7 %).
| Typologie                                               | Mouroux | Seine-et-Marne | France entière |
| ------------------------------------------------------- | ------- | -------------- | -------------- |
| Résidences principales (en %)                           | 90,1    | 90,2           | 82,2           |
| Résidences secondaires et logements occasionnels (en %) | 2       | 3,1            | 9,7            |
| Logements vacants (en %)                                | 7,9     | 6,7            | 8,1            |

### Planification
La loi SRU du 13 décembre 2000 a incité les communes à se regrouper au sein d’un établissement public, pour déterminer les partis d’aménagement de l’espace au sein d’un SCoT, un document d’orientation stratégique des politiques publiques à une grande échelle et à un horizon de 20 ans et s'imposant aux documents d'urbanisme locaux, les PLU (Plan local d'urbanisme). La commune est dans le territoire du SCOT du Bassin de vie de Coulommiers, approuvé le 11 juillet 2013 et porté par le syndicat intercommunal d’étude et de programmation (SIEP) de Coulommiers.
La commune disposait en 2019 d'une carte communale approuvée.

### Voies de communication et transports
Mouroux est traversée par l'ancienne route nationale 34 actuelle RD 934, qui le relia à Paris et  Esternay.
La commune est desservie depuis 1863 par la gare de Mouroux, une halte de la ligne de Gretz-Armainvilliers à Sézanne desservie par les trains  de la branche sud de la ligne P du Transilien
La ligne d'autocars No 03B  (Coulommiers – Meaux) du réseau de bus Brie et 2 Morin dessert également Mouroux.
L'aérodrome de Coulommiers - Voisins est situé en partie sur la commune.

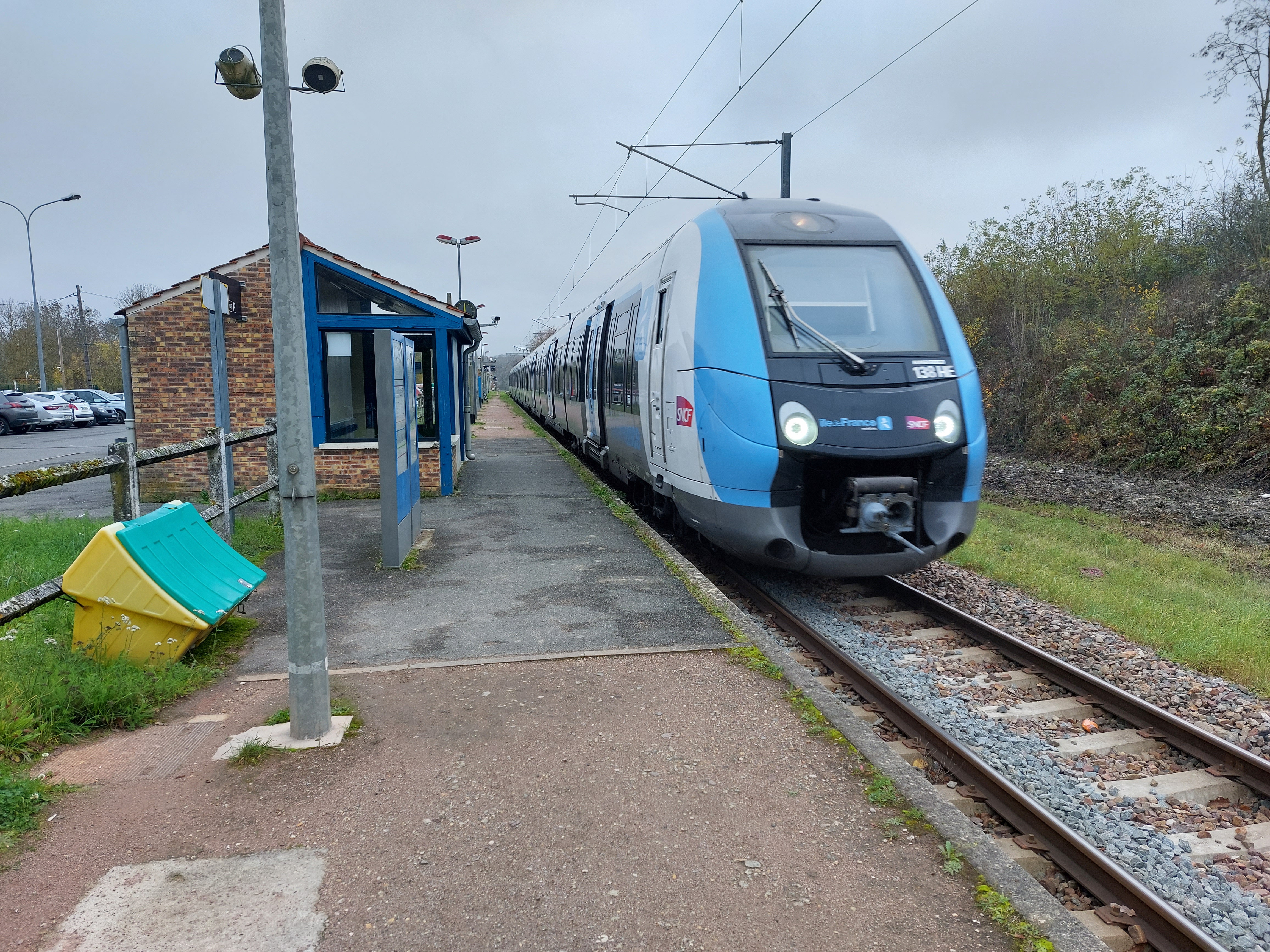
Train en gare.
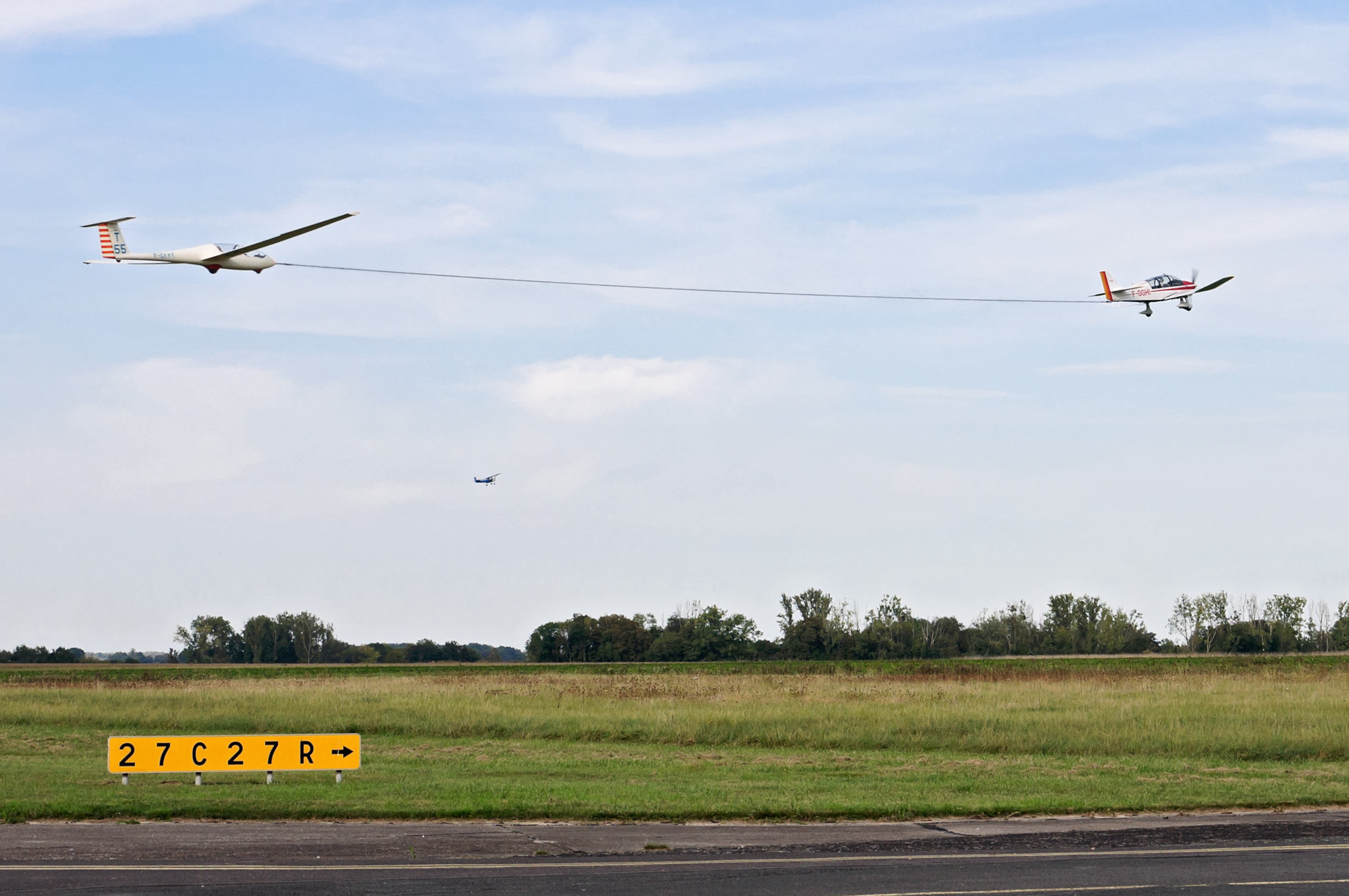
L'aérodrome.

## Toponymie
Le nom de la localité est mentionné sous les formes Morou en 1145 et en 1154 ; Moro en 1190 ; Morout en 1249 ; Morotum en 1353 ; Parochia Moronis au xve siècle ; Mourou en 1528 ; Morou en 1684 ; Moru en 1684.
Du celtique mora, de l'ancien français moree (marécage, marais).

## Histoire

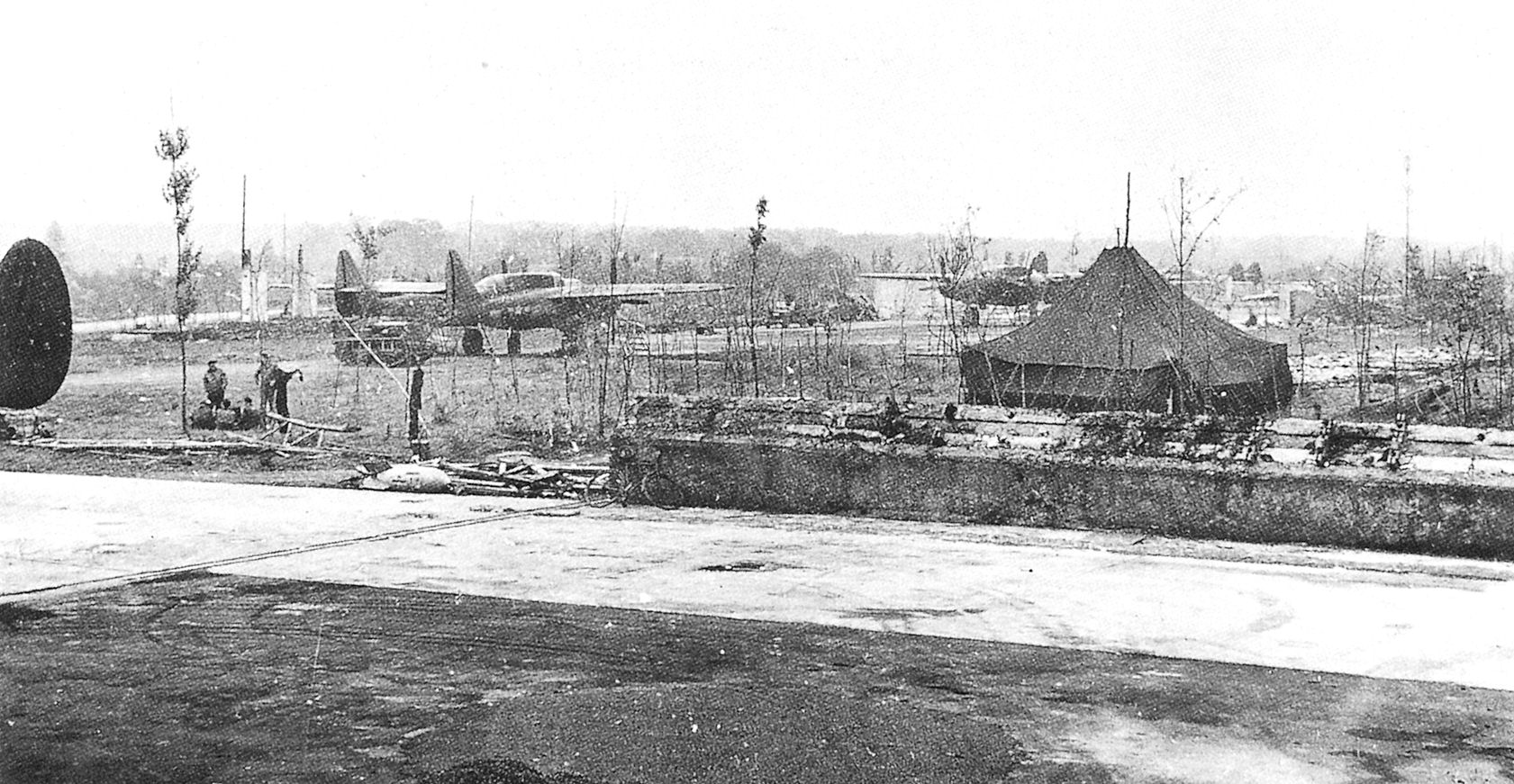
Le 425th Night Fighter Squadron stationné à Mouroux en 1945.

## Politique et administration

### Rattachements administratifs et électoraux

#### Rattachements administratifs
La commune se trouve depuis 1926 dans l'arrondissement de Meaux du département de la Seine-et-Marne.
Elle faisait partie depuis 1792 du canton de Coulommiers. Dans le cadre du redécoupage cantonal de 2014 en France, cette circonscription administrative territoriale a disparu, et le canton n'est plus qu'une circonscription électorale.

#### Rattachements électoraux
Pour les élections départementales, la commune fait partie depuis 2014 d'un nouveau canton de Coulommiers porté de 15 à 51 communes.
Pour l'élection des députés, elle fait partie de la cinquième circonscription de Seine-et-Marne.

### Intercommunalité
Mouroux était membre de la communauté de communes de la Brie des Templiers, un établissement public de coopération intercommunale (EPCI) à fiscalité propre créé fin 1998  et auquel la commune avait transféré un certain nombre de ses compétences, dans les conditions déterminées par le code général des collectivités territoriales.
Conformément aux prescriptions de la loi de réforme des collectivités territoriales du 16 décembre 2010, qui a prévu le renforcement et la simplification des intercommunalités et la constitution de structures intercommunales de grande taille, celle-ci a fusionné avec la communauté de communes Avenir et développement du secteur des Trois Rivières pour former, le 1er janvier 2013, la communauté de communes du Pays de Coulommiers.
Une seconde fusion intervient dans le cadre des dispositions de la loi portant nouvelle organisation territoriale de la République du 7 août 2015, et cette intercommunalité a fusionné avec la communauté de communes du Pays fertois pour former, le 1er janvier 2017, la communauté d'agglomération Coulommiers Pays de Brie, dont est désormais membre la commune.

### Tendances politiques et résultats
Au premier tour des élections municipales de 2014 en Seine-et-Marne, la liste DVD menée par Joseph Allebe obtient la majorité absolue des suffrages exprimés, avec  1 213 voix (52,85 %, 21 conseillers municipaux élus dont 2 communautaires), devançant de 131 voix celle DVG menée par la maire sortante Élisabeth Escuyer, qui recueille 1 082 voix (47,14 %, 6 conseillers municipaux élus dont 1 communautaire).
Lors de ce scrutin, 33,34 % des électeurs se sont abstenus.
Au premier tour des élections municipales de 2020 en Seine-et-Marne, la liste DVG menée par Michel Saint-Martin obtient la majorité absolue des suffrages exprimés avec 735 voix (55,22 %, 23 conseillers municipaux dont 3 communautaires), devançant largement celle DVD menée par la maire sortante Sylvie Tournoux, qui recueille 596 voix (44,77 %, 6 conseillers municipaux élus dont 1 communautaire).
Lors de ce scrutin marqué par la pandémie de Covid-19 en France, 65,01 % des électeurs se sont abstenus. 
À la suite de la démission de conseillers municipaux de la majorité puis de l’opposition, des élections municipales partielles sont organisées en décembre 2024,,. Au second tour, la liste SE menée par Jean-Louis Bogard obtient la majorité des suffrages exprimés, avec 604 voix (35,34 % des suffrages exprimés), devançant légèrement celles menées par Matthieu Alonso (RN, 561 voix, 32,83 %) et Marilyn Schmitt (DVD, 544 voix, 31,83 %). Lors de ce scrutin, 59,44 % des électeurs se sont abstenus,.

### Liste des maires
| Période                                  | Période                        | Identité                                     | Étiquette    | Qualité                                                                                  |
| ---------------------------------------- | ------------------------------ | -------------------------------------------- | ------------ | ---------------------------------------------------------------------------------------- |
| Les données manquantes sont à compléter. |                                |                                              |              |                                                                                          |
|                                          | 1823                           | Pierre-Marie-François Huvier des Fontenelles | Royaliste    | Homme de lettres Franc-maçon, vénérable de la loge Saint-Jean de Coulommiers (1805-1810) |
| Les données manquantes sont à compléter. |                                |                                              |              |                                                                                          |
| janvier 1930                             | juillet 1936                   | Fernand Georges Picot                        |              |                                                                                          |
| Les données manquantes sont à compléter. |                                |                                              |              |                                                                                          |
| décembre 1947                            | mars 1959                      | Fernand Georges Picot                        |              |                                                                                          |
| Les données manquantes sont à compléter. |                                |                                              |              |                                                                                          |
| mars 1971                                | mars 1977                      | Raymond Rousselot                            |              |                                                                                          |
| mars 1977                                | juin 1995                      | Serge Laurent                                | PS           | Conducteur de rotative                                                                   |
| juin 1995                                | mars 2008                      | Nicole Charpentier                           | RPR puis UMP |                                                                                          |
| mars 2008                                | mars 2014                      | Élisabeth Escuyer                            | PS           | Retraitée de l'enseignement                                                              |
| mars 2014                                | février 2018                   | Joseph Allèbe                                | UMP → LR     | Retraité du Trésor public Mort en fonction                                               |
| février 2018                             | mai 2020                       | Sylvie Tournoux                              | DVD          | Retraitée, ancienne adjointe chargée du logement                                         |
| mai 2020                                 | décembre 2024                  | Michel Saint-Martin                          | ECO          | Ancien cadre Mandat écourté par la démission d'une partie du conseil municipal           |
| décembre 2024                            | En cours (au 21 décembre 2024) | Jean-Louis Bogard                            | SE-DVG       | Cadre supérieur d’Orange Élu à la suite d'une élection municipale partielle              |

## Équipements et services publics

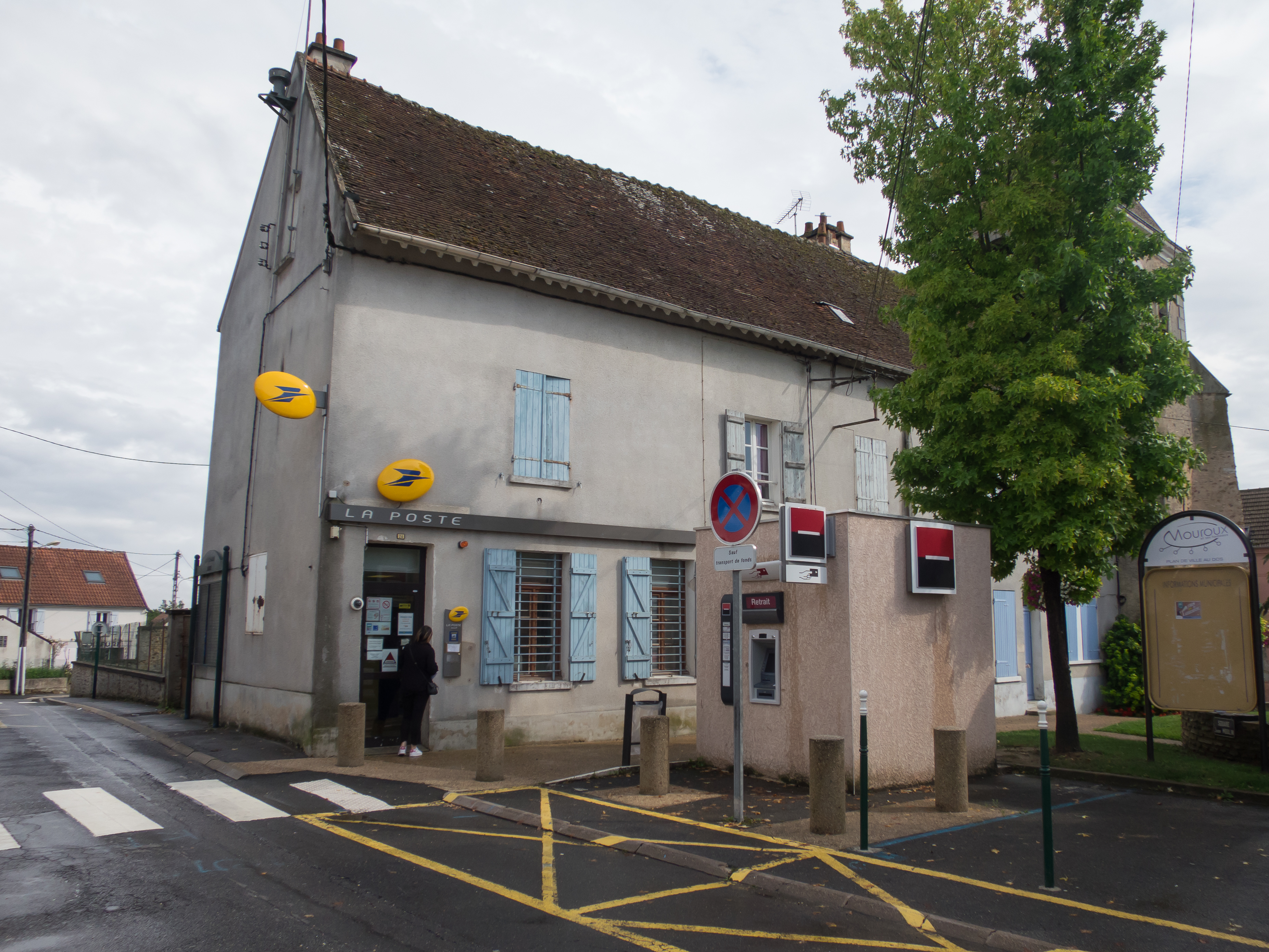
Bureau de poste et distributeur bancaire, en 2017.

### Eau et assainissement
L’organisation de la distribution de l’eau potable, de la collecte et du traitement des eaux usées et pluviales relève des communes. La loi NOTRe de 2015 a accru le rôle des EPCI à fiscalité propre en leur transférant cette compétence. Ce transfert devait en principe être effectif au 1er janvier 2020, mais la loi Ferrand-Fesneau du 3 août 2018 a introduit la possibilité d’un report de ce transfert au 1er janvier 2026,.

#### Assainissement des eaux usées
En 2020, la gestion du service d'assainissement collectif de la commune de Mouroux est assurée par la communauté d'agglomération Coulommiers Pays de Brie (CACPB) pour la collecte et,,.
L’assainissement non collectif (ANC) désigne les installations individuelles de traitement des eaux domestiques qui ne sont pas desservies par un réseau public de collecte des eaux usées et qui doivent en conséquence traiter elles-mêmes leurs eaux usées avant de les rejeter dans le milieu naturel. Le Syndicat mixte d'assainissement du Nord-Est  (SIANE) assure pour le compte de la commune le service public d'assainissement non collectif (SPANC), qui a pour mission de vérifier la bonne exécution des travaux de réalisation et de réhabilitation, ainsi que le bon fonctionnement et l’entretien des installations,.

#### Eau potable
En 2020, l'alimentation en eau potable est assurée par la communauté d'agglomération Coulommiers Pays de Brie (CACPB) qui en a délégué la gestion à l'entreprise Suez, dont le contrat expire le 30 juin 2023,,.

### Enseignement
La commune dispose de quatre écoles : les écoles élémentaires Odette-et-Edouard-Bled et Frenand-Picot, et les écoles maternelles Les Chicotets et du Moulin.
Les enfants poursuivent leurs études au collège George-Sand.
L'intercommunalité réalise en 2023-2025 un accueil de loisirs de 120 places, proche de la cantine et de l’école Bled.

### Santé
Un médecin libéral est installé dans la commune, qui envisage la création d'une maison médicale,.

## Population et société

### Démographie
L'évolution du nombre d'habitants est connue à travers les recensements de la population effectués dans la commune depuis 1793. Pour les communes de moins de 10 000 habitants, une enquête de recensement portant sur toute la population est réalisée tous les cinq ans, les populations de référence des années intermédiaires étant quant à elles estimées par interpolation ou extrapolation. Pour la commune, le premier recensement exhaustif entrant dans le cadre du nouveau dispositif a été réalisé en 2007.

En 2022, la commune comptait 5 869 habitants, en évolution de +8,42 % par rapport à 2016 (Seine-et-Marne : +3,92 %, France hors Mayotte : +2,11 %).
| 1793  | 1800  | 1806  | 1821  | 1831  | 1836  | 1841  | 1846  | 1851  |
| ----- | ----- | ----- | ----- | ----- | ----- | ----- | ----- | ----- |
| 1 800 | 1 726 | 1 784 | 1 672 | 1 924 | 2 010 | 2 066 | 1 722 | 1 703 |

| 1856  | 1861  | 1866  | 1872  | 1876  | 1881  | 1886  | 1891  | 1896  |
| ----- | ----- | ----- | ----- | ----- | ----- | ----- | ----- | ----- |
| 1 672 | 1 824 | 1 680 | 1 824 | 1 616 | 1 595 | 1 567 | 1 527 | 1 582 |

| 1901  | 1906  | 1911  | 1921  | 1926  | 1931  | 1936  | 1946  | 1954  |
| ----- | ----- | ----- | ----- | ----- | ----- | ----- | ----- | ----- |
| 1 616 | 1 690 | 1 740 | 1 643 | 1 811 | 1 938 | 1 831 | 1 630 | 1 840 |

| 1962  | 1968  | 1975  | 1982  | 1990  | 1999  | 2006  | 2007  | 2012  |
| ----- | ----- | ----- | ----- | ----- | ----- | ----- | ----- | ----- |
| 1 841 | 1 829 | 2 246 | 2 834 | 3 594 | 4 201 | 4 609 | 4 671 | 5 104 |

| 2017  | 2022  | - | - | - | - | - | - | - |
| ----- | ----- | - | - | - | - | - | - | - |
| 5 491 | 5 869 | - | - | - | - | - | - | - |

## Jumelages
Zakrzewo (Pologne)

### Manifestations culturelles et festivités
La deuxième édition du festival de l’écologie « People Looking Up » se tient début juin 2024 ur le site de l’argenterie.

### Sports et loisirs
- Café culturel  "C'est déjà ça" , carrefour des initiatives associatives locales qui propose également des activités pour tous les âges et des concerts[75]

### Médias
La ville de Coulommiers et les communes environnantes (Mouroux, Boissy-le-Châtel, Aulnoy, Chailly-en-Brie, Chauffry, Faremoutiers, Pommeuse, Giremoutiers, Saint-Germain-sous-Doue) ont été choisies pour être les premières à passer au tout numérique pour la diffusion de la télévision hertzienne. Depuis le 8 novembre 2008, l'émetteur de Mouroux, site des Parrichets, diffuse la TNT. L'extinction du signal analogique a eu lieu le 5 février 2009.

## Économie

### Secteurs d'activité

#### Agriculture
Mouroux est dans la petite région agricole dénommée les « Vallées de la Marne et du Morin », couvrant les vallées des deux rivières, en limite de la Brie. En 2010, l'orientation technico-économique de l'agriculture sur la commune est diverses cultures (hors céréales et oléoprotéagineux, fleurs et fruits).
Si la productivité agricole de la Seine-et-Marne se situe dans le peloton de tête des départements français, le département enregistre un double phénomène de disparition des terres cultivables (près de 2 000 ha par an dans les années 1980, moins dans les années 2000) et de réduction d'environ 30 % du nombre d'agriculteurs dans les années 2010. Cette tendance se retrouve au niveau de la commune où le nombre d’exploitations est passé de 11 en 1988 à 7 en 2010. Parallèlement, la taille de ces exploitations diminue, passant de 64 ha en 1988 à 60 ha en 2010.
Le tableau ci-dessous présente les principales caractéristiques des exploitations agricoles de Mouroux, observées sur une période de 22 ans : 
|                                      | 1988 | 2000 | 2010 |
| ------------------------------------ | ---- | ---- | ---- |
| Dimension économique,                |      |      |      |
| Nombre d’exploitations (u)           | 11   | 11   | 7    |
| Travail (UTA)                        | 18   | 11   | 8    |
| Surface agricole utilisée (ha)       | 709  | 450  | 418  |
| Cultures                             |      |      |      |
| Terres labourables (ha)              | 652  | 395  | 402  |
| Céréales (ha)                        | 523  | 249  | s    |
| dont blé tendre (ha)                 | 294  | 170  | 178  |
| dont maïs-grain et maïs-semence (ha) | 128  | s    | 63   |
| Tournesol (ha)                       | s    |      |      |
| Colza et navette (ha)                | s    | s    | s    |
| Élevage                              |      |      |      |
| Cheptel (UGBTA)                      | 77   | 120  | 70   |

## Culture locale et patrimoine

### Lieux et monuments
- Église Saint-Remi des XIIIe, XVIe – XIXe siècles.
- Ancienne commanderie de Maison-Neuve de l'ordre de Malte. 
En 1761, Joseph Beaudrap (1720-1802), en est le cocensitaire, probablement du chef de sa femme, Marie-Charlotte de Villiers (née vers 1726)[80].
- La vallée du Grand Morin.

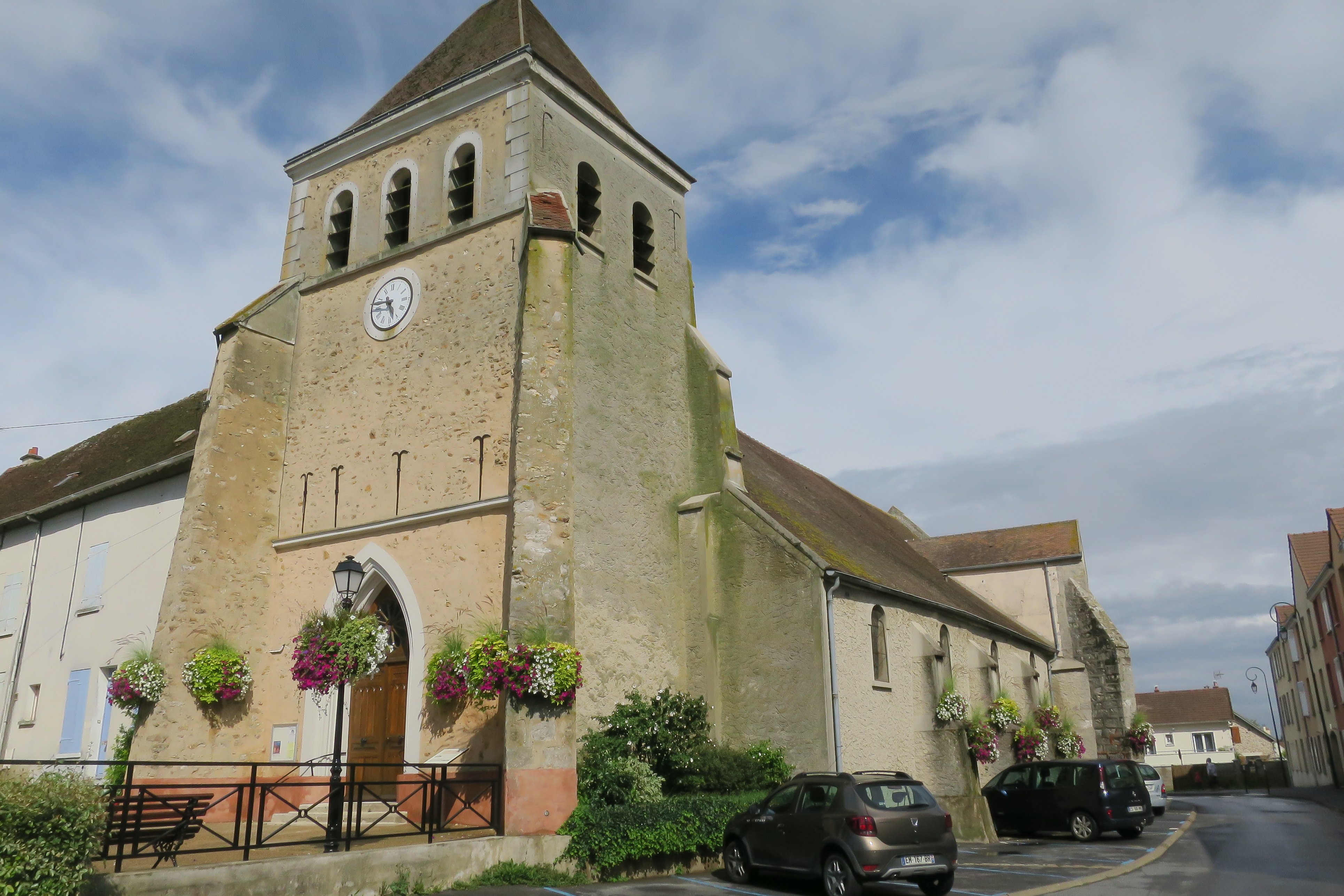
L'église Saint-Rémi...
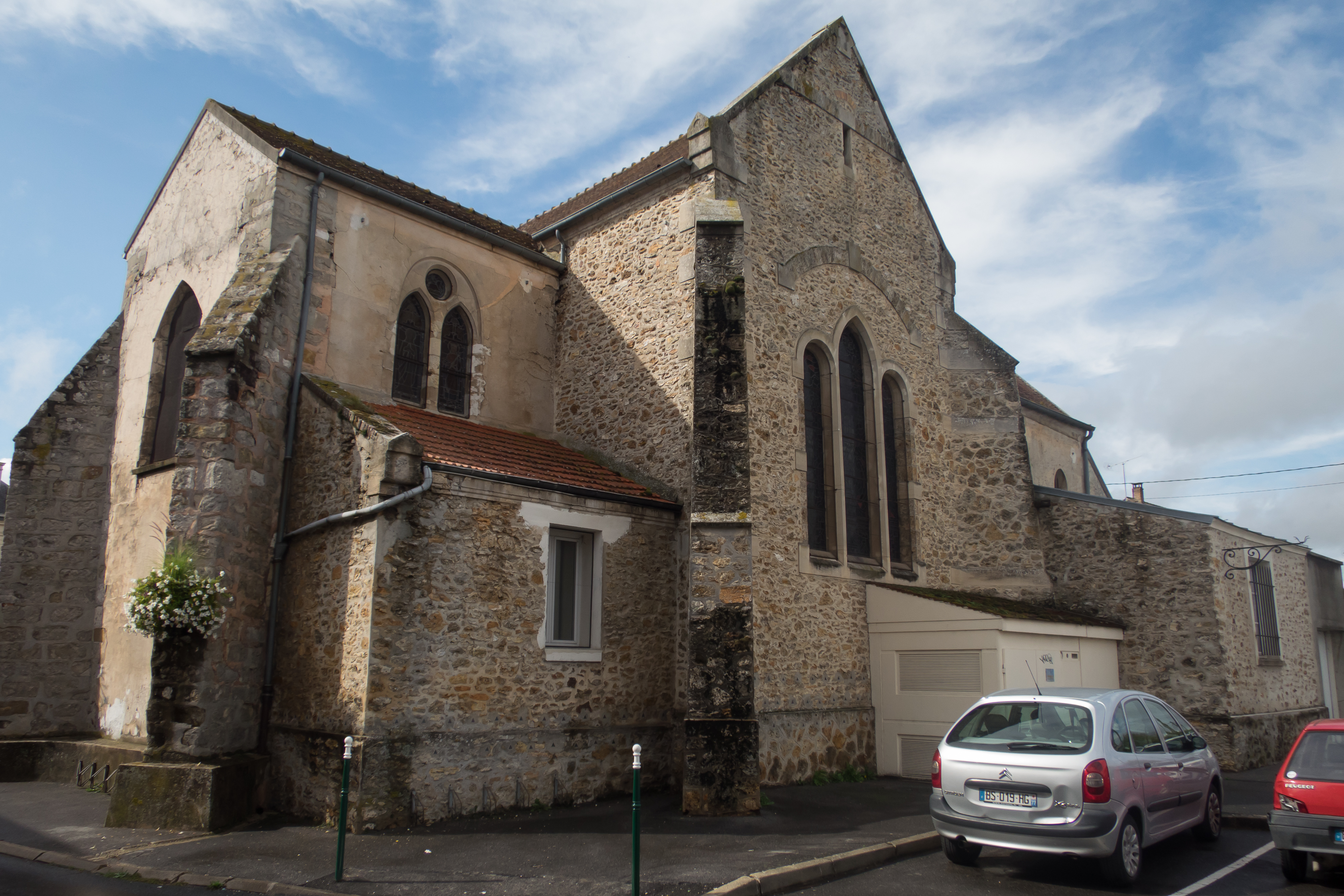
... et son côté.

### Personnalités liées à la commune
- Édouard Bled (1899-1996), enseignant, défenseur de la langue française. Il a été instituteur à Mouroux de 1921 à 1926[81],[82]. Une des écoles de la commune porte son nom, ainsi que de sa femme.

## Pour approfondir